# Rue de Chevigné
La rue de Chevigné est une voie de la commune de Reims, située au sein du département de la Marne, en région Grand Est.

## Situation et accès
La rue de Chevigné appartient administrativement au Quartier Chemin Vert - Europe à Reims.

## Origine du nom
Elle porte le nom de Louis de Chevigné (1793-1876) qui commanda la Garde nationale de Reims de 1830 à 1849 et qui était l'époux de Clémentine Clicquot, fille unique de la veuve Clicquot-Ponsardin.

## Historique
C'est l'ancienne rue Bouquet qui a pris sa dénomination actuelle en 1887.